# Araithos von Tegea
Araithos von Tegea (auch Ariaithos) war ein antiker griechischer Historiker, der nach Ansicht des deutschen klassischen Philologen Eduard Schwartz bereits im 4. Jahrhundert v. Chr. gelebt haben könnte.
Araithos verfasste eine Lokalgeschichte von Arkadien, die u. a. von Dionysios von Halikarnassos als Quelle für einen Sagenzug in der Geschichte des Aeneas zitiert wird. Häufig folgte Araithos dem Pherekydes, den er bisweilen leicht korrigierte. Er nahm aber auch Orphisches auf; so nannte er den Aither als Vater des Pan. Ferner fanden sich arkadische Lokalsagen, etwa über die Nymphe Oinoe, in seinem Buch, das offenbar in der Folge als das maßgebliche Werk für arkadische Altertümer betrachtet wurde. Es ist wie viele andere antike Schriften bis auf wenige Fragmente verloren gegangen.

## Ausgabe der Fragmente
- Felix Jacoby: Die Fragmente der griechischen Historiker (FGrH), Nr. 316